# Saint-Marc-sur-Richelieu
Saint-Marc-sur-Richelieu è un comune del Canada, situato nella provincia del Québec, nella regione di Montérégie. È bagnato dal fiume Richelieu.